# French Affair
French Affair fue un proyecto franco-alemán de dance-pop, compuesta por la cantante francesa Barbara Alcindor y los productores alemanes Torsten Dreyer y Kasten Dreyer. El proyecto ha sido exitoso en más de 58 países, vendiendo 2.5 millones de copias en el mundo  y obtuvieron una serie de éxitos en Europa entre 2000 y 2003, incluidos «My Heart Goes Boom», «Do What You Like», «Sexy» y «Comme ci comme ça».

## Historia
La vocalista principal del proyecto, Barbara Alcindor, nació en Francia en 1974, vivió durante su juventud en París y originalmente trabajó como modelo. Después se mudó a Londres, dónde conoció a los hermanos productores alemanes, Thorsten Dreyer y Karsten Dreyer (conocidos también como "The Dreyer Brothers"). Los Dreyer formaron el proyecto junto a Alcindor y firmaron su primer contrato con RCA Records y el sello discográfico de origen francés, Bertelsmann Music Group (BMG). Alcindor es conocida también por cantar en la canción «Fascination» del proyecto inglés, Proper Filthy Naughty (2003). El proyecto lanzó su primer sencillo en 2000, «My Heart Goes Boom (La Di Da Da)». El sencillo fue un gran éxito en Europa, alcanzando su punto máximo entre los 5 primeros en muchos otros países más. Le siguió otro éxito, «Do What You Like», y un álbum debut, Desire, lanzado en 2001. De Desire también se produjeron otros dos sencillos, los cuales incluyen a «I Want Your Love» y «Poison».
En 2001, se vio el lanzamiento de un nuevo sencillo: «Sexy», el cual también se convirtió en un gran éxito considerable a la altura de «My Heart Goes Boom (La Di Da Da)». Al año siguiente, el proyecto lanzó «I Like That», seguido de otro gran éxito: «Comme Ci Comme Ça», lanzado en 2003. En 2006, el proyecto lanzó su segundo álbum totalmente Francés, Rendezvous, promocionado por un solo sencillo, «Symphonie D'amour». El álbum contó con la voz de Aimee, una nueva vocalista del proyecto. En 2008, se vio el lanzamiento de Belle Epoque, lanzado bajo el nuevo sello discográfico de los hermanos Dreyer, Score Music, así como también lanzado bajo Universal Music GmbH. Este álbum contó con los anteriormente mencionados sencillos: «I Like That» y «Comme Ci Comme Ça», y es último álbum del proyecto hasta 2010 que se anunció su absoluta disolución.

## Discografía

### Álbumes
- Desire, 2001
- Rendezvous, 2006
- Belle Epoque, 2008

### Sencillos
| Año  | Título                             | Posiciones en los gráficos | Posiciones en los gráficos | Posiciones en los gráficos | Posiciones en los gráficos | Posiciones en los gráficos | Posiciones en los gráficos | Álbum        |
| Año  | Título                             | AUS                        | AUT                        | GER                        | GRE                        | ITA                        | SWI                        | Álbum        |
| ---- | ---------------------------------- | -------------------------- | -------------------------- | -------------------------- | -------------------------- | -------------------------- | -------------------------- | ------------ |
| 2000 | "My Heart Goes Boom (La Di Da Da)" | —                          | 1                          | 1                          | —                          | 4                          | 3                          | Desire       |
| 2000 | "Do What You Like"                 | —                          | 11                         | 24                         | —                          | 46                         | 29                         | Desire       |
| 2000 | "Poison"                           | —                          | —                          | 77                         | —                          | —                          | —                          | Desire       |
| 2000 | "I Want Your Love"                 | —                          | —                          | —                          | —                          | —                          | —                          | Desire       |
| 2001 | "Sexy"                             | 81                         | 21                         | 38                         | —                          | 27                         | 84                         | Belle Epoque |
| 2002 | "I Like That"                      | —                          | —                          | —                          | —                          | 38                         | —                          | Belle Epoque |
| 2003 | "Comme Ci Comme Ça"                | —                          | 45                         | 30                         | 3                          | 32                         | 100                        | Belle Epoque |
| 2006 | "Symphonie D'amour"                | —                          | —                          | 82                         | —                          | —                          | —                          | Rendezvous   |

- 2008: Ring Ding Dong
- 2008: Into The Groove
- 2009: My Heart Goes Boom (Reloaded)
- 2009: Do What You Like (Reloaded)
- 2010: My Heart Goes Boom (The US Remixes)
- 2022: Sexy Remixes[2]